# Infância e juventude de Fidel Castro
A juventude de Fidel Castro, revolucionário e político cubano, abrange os primeiros 26 anos da sua vida, de 1926 a 1952. Nascido em Birán, província de Oriente, Fidel Castro foi o filho ilegítimo de Ángel Castro y Argiz, um rico agricultor e proprietário de terras, e da sua amante Lina Ruz González. Primeiro educado por um tutor em Santiago de Cuba, Fidel Castro frequentou depois dois internatos antes de ser enviado para El Colegio de Belén, uma escola dirigida por Jesuítas em Havana. Em 1945, começou a estudar Direito na Universidade de Havana, onde se tornou politicamente consciente pela primeira vez, tornando-se um firme anti-imperialista e crítico do envolvimento dos Estados Unidos nas Caraíbas. Envolvido na política estudantil, se filiou ao Partido Ortodoxo de Eduardo Chibás, conseguindo publicidade como crítico vocal da administração pró-EUA do Presidente Ramón Grau e do seu Partido Auténtico.
Imerso na violenta cultura de gangues da universidade, em 1947 participou de uma tentativa reprimida de derrubar a junta militar de Rafael Trujillo na República Dominicana. Voltando à política estudantil, Castro esteve envolvido em manifestações violentas em que os manifestantes se confrontaram com a polícia de choque, nas quais se tornou cada vez mais à esquerda nos seus princípios. Viajando para Bogotá, Colômbia, lutou pelos Liberais em Bogotá antes de regressar a Havana, onde abraçou o marxismo. Em 1948 casou-se com a rica Mirta Díaz-Balart, e em setembro de 1949 nasceu o seu filho Fidelito. Obtendo o seu Doutoramento em Direito em setembro de 1950, cooperou com um escritório de advogados mal sucedido antes de entrar na política parlamentar como candidato do Partido Ortodoxo. Quando o General Fulgencio Batista lançou um golpe de Estado e derrubou a presidência eleita, Castro trouxe contra ele desafios legais, mas como isto se revelou ineficaz, começou a pensar em outras formas de destituir Batista.

## Infância e educação: 1926-1945

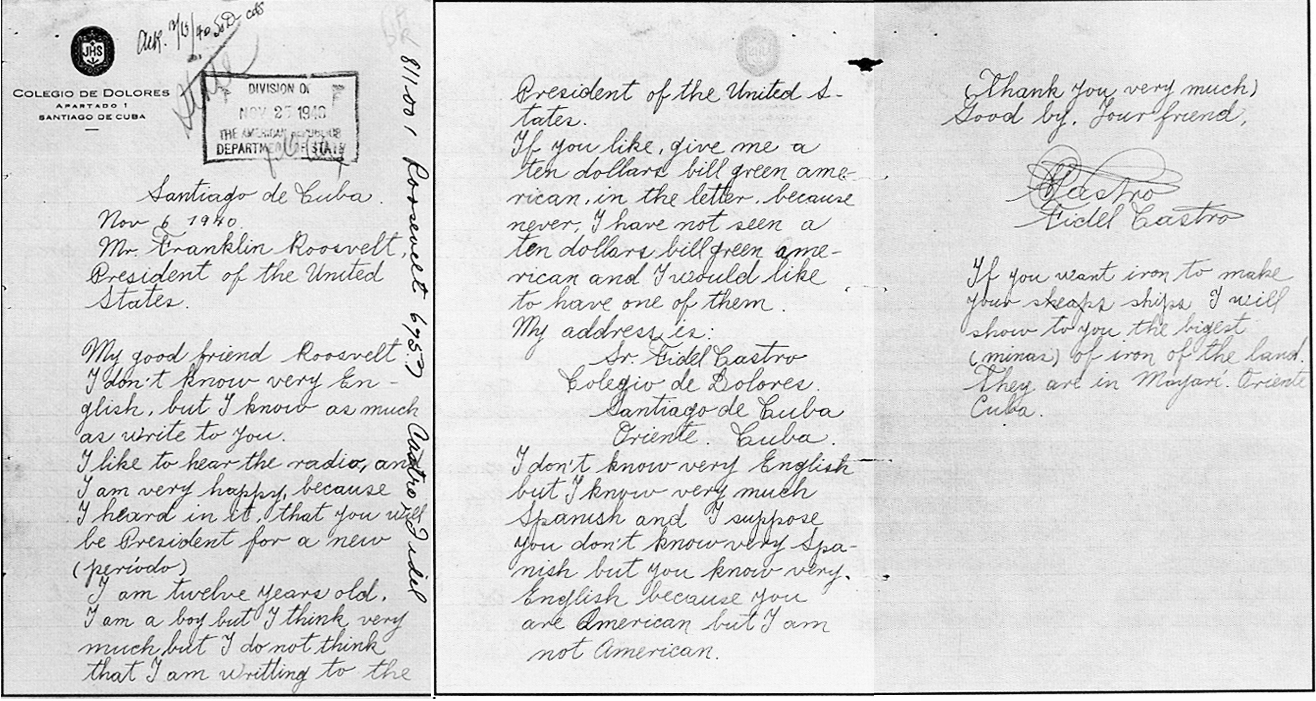
Uma carta escrita pelo Castro de 14 anos, aprendendo inglês, ao Presidente dos EUA Franklin D. Roosevelt, em tradução livre - "Meu bom amigo Roosvelt [sic]". Na carta Castro expressa a sua alegria pela reeleição de Roosevelt, declara a sua idade como "doze anos" (na realidade tinha 14) e escreve: "Se quiser, dê-me uma nota de dez dólares verde americana [sic], porque nunca, eu não vi uma nota de dez dólares", assinando a carta, "Muito obrigado. Ótimo por [sic]. O seu amigo, Fidel Castro".

O pai de Castro, Ángel Castro y Argiz (1875-1956), nasceu de uma família camponesa pobre na Galiza, uma província no noroeste de Espanha. Trabalhador agrícola, em 1895 foi recrutado para o exército espanhol para lutar na Guerra da Independência Cubana e na subsequente Guerra Hispano-Americana de 1898, na qual os Estados Unidos tomaram o controlo de Cuba. Em 1902, a República de Cuba foi proclamada; no entanto, permaneceu económica e politicamente dominada pelos Estados Unidos. Durante algum tempo, Cuba gozou de crescimento económico, e Ángel migrou para lá em busca de emprego. Após vários empregos, criou uma empresa que cultivava cana-de-açúcar na fazenda Las Manacas em Birán, perto de Mayarí, província de Oriente. Ángel casou-se em 1911 com María Luisa Argota Reyes, com quem teve cinco filhos antes de se separar. Iniciou então uma relação com Lina Ruz González (1903-1963), uma empregada doméstica de descendência canária, que tinha vinte e sete anos; ela deu à luz três filhos e quatro filhas, casando-se legalmente em 1943.
Castro foi o terceiro filho de Lina, nascido fora do casamento na quinta do Ángel a 13 de agosto de 1926. Devido ao estigma da ilegitimidade, foi-lhe dado o apelido da sua mãe de Ruz em vez do nome do seu pai. Embora os empreendimentos comerciais de Ángel tivessem prosperado, ele assegurou que Fidel crescesse ao lado das crianças trabalhadoras da quinta, muitos dos quais eram imigrantes económicos haitianos de descendência africana. Esta experiência, mais tarde relatada por Castro, impediu-o de absorver a "cultura burguesa" numa idade jovem.
Com seis anos de idade, Castro, juntamente com os seus irmãos mais velhos Ramón e Angela, foi enviado para viver com o seu professor em Santiago de Cuba, vivendo em condições apertadas e de relativa pobreza, muitas vezes não tendo o suficiente para comer devido à má situação económica do seu tutor. Com oito anos, Castro foi batizado na Igreja Católica Romana, embora mais tarde se tenha tornado ateu. Ser batizado permitiu a Castro frequentar o internato de La Salle em Santiago, onde regularmente se portava mal, e assim foi enviado para a Escola Dolores, gerida por Jesuítas, em Santiago, com financiamento privado. Em 1945, foi transferido para o mais prestigioso Colégio de Belén, gerido pelos jesuítas, em Havana. Embora Castro se tenha interessado por história, geografia e debates em Belén, não se destacou academicamente, dedicando grande parte do seu tempo à prática de desporto.

## Universidade e ativismo político inicial: 1945-1947
Em finais de 1945, Castro começou a estudar Direito na Universidade de Havana. Admitindo ser "politicamente analfabeto", envolveu-se no movimento de protesto estudantil: sob os regimes dos presidentes cubanos Gerardo Machado, Fulgencio Batista e Ramón Grau, houve uma repressão contra o protesto, com líderes estudantis a serem mortos ou aterrorizados por gangues. Isto levou a uma forma de cultura de gangsterismo na universidade, dominada por grupos estudantis armados que passaram grande parte do seu tempo a lutar e a gerir empresas criminosas. Apaixonado pelo anti-imperialismo e contra a intervenção dos EUA nas Caraíbas, Castro juntou-se ao Comité Universitário para a Independência de Porto Rico e ao Comité para a Democracia na República Dominicana. Durante uma campanha fracassada para a presidência da Federação de Estudantes Universitários (Federación Estudiantil Universitaria - FEU), apresentou uma plataforma de "honestidade, decência e justiça" e enfatizou a sua oposição à corrupção, que associou ao envolvimento dos EUA em Cuba.
Castro tornou-se crítico da corrupção e violência do regime de Grau, proferindo um discurso público sobre o assunto em novembro de 1946 que lhe valeu um lugar na primeira página de vários jornais. Em contacto com membros de grupos estudantis de esquerda — incluindo o Partido Socialista Popular (Partido Socialista Popular - PSP), o Movimento Socialista Revolucionário (Movimiento Socialista Revolucionaria - MSR) e a União Revolucionária Insurrecional (Unión Insurrecional Revolucionaria - UIR) — ele aproximou-se da UIR, embora ses biógrafos não tenham a certeza de que ele se tornou um membro. Em 1947, Castro juntou-se a um novo grupo socialista, o Partido do Povo Cubano (Partido Ortodoxo), fundado pelo veterano político Eduardo Chibás (1907-1951). Uma figura carismática, Chibás defendia a justiça social, um governo honesto e a liberdade política, enquanto o seu partido expunha a corrupção e exigia reformas. Apesar de Chibás ter perdido as eleições, Castro continuou empenhado em trabalhar pela sua causa. A violência estudantil aumentou após Grau empregar líderes de gangues como agentes da polícia, e Castro logo recebeu uma ameaça de morte, instando-o a abandonar a universidade; recusou-se e começou a andar armado e a rodear-se de amigos armados. Em anos posteriores, Castro foi acusado de tentativa de assassinatos relacionados com bandos durante este período, incluindo o do membro do UIR Lionel Gómez, o líder do MSR Manolo Castro e o polícia universitário Oscar Fernandez, mas estas acusações continuam por provar.

## Rebeliões latino-americanas: 1947–1948
"Juntei-me ao povo; agarrei-me a uma espingarda numa esquadra de polícia que caiu quando foi abalroada por uma multidão. Testemunhei o espetáculo de uma revolução totalmente espontânea... [E]ssa experiência levou-me a identificar-me ainda mais com a causa do povo. As minhas ainda incipientes ideias marxistas nada tiveram a ver com a nossa conduta - foi uma reação espontânea da nossa parte, como jovens com Martí-an, ideias anti-imperialistas, anticolonialistas e pró-democráticas".

— Fidel Castro sobre o Bogotazo, 2009
Em junho de 1947, Castro tomou conhecimento de uma expedição planeada para derrubar a junta militar de direita de Rafael Trujillo, um aliado dos EUA, na República Dominicana. Amplamente visto como um ditador, Trujillo utilizou uma polícia secreta violenta que assassinava e torturava rotineiramente os opositores. Ao tornar-se presidente do Comité Universitário para a Democracia na República Dominicana, Castro decidiu juntar-se à expedição, liderada pelo general dominicano exilado Juan Rodríguez. Lançada de Cuba, a missão começou a 29 de julho de 1947; era composta por cerca de 1.200 homens, a maioria dos quais eram dominicanos ou cubanos exilados. No entanto, os governos dominicano e norte-americano estavam preparados e logo reprimiram a rebelião. O governo de Grau prendeu muitos dos envolvidos antes de partirem, mas Castro escapou à prisão saltando da sua fragata naval e nadando até à costa durante a noite.
A missão falhada reforçou a oposição de Castro à administração Grau, e de regresso a Havana, ele assumiu um papel de liderança nos protestos estudantis contra a morte de um aluno do ensino secundário por guarda-costas do governo. Os protestos, acompanhados por uma repressão imposta pelos EUA contra os considerados comunistas, levaram a violentos confrontos entre manifestantes e a polícia em fevereiro de 1948, nos quais Castro foi severamente espancado. Nesta altura, os seus discursos públicos assumiram uma inclinação distintamente de esquerda, condenando as desigualdades sociais e económicas de Cuba, algo em contraste com as suas anteriores críticas públicas, que se centraram na condenação da corrupção e do imperialismo norte-americano.
Após uma rápida visita à Venezuela e ao Panamá, em abril de 1948 Castro viajou para a cidade de Bogotá, Colômbia, onde se realizava a Conferência Pan-Americana. O grupo estudantil cubano de Fidel, juntamente com outros, tentou organizar a Conferência Pan-Americana de Estudantes de 1948 na oposição, patrocinada pelo governo do Presidente argentino Juan Perón. Em vez disso, o assassinato do popular líder de esquerda Jorge Eliécer Gaitán Ayala levou a tumultos generalizados que ficaram conhecidos como o Bogotazo. Deixando 3000 mortos, os tumultos giraram em torno de confrontos entre os Conservadores governantes — apoiados pelo exército — e os Liberais de esquerda com o apoio dos socialistas. Juntamente com os seus colegas visitantes cubanos, Castro juntou-se à causa Liberal roubando armas de uma esquadra de polícia, mas as subsequentes investigações policiais concluíram que nem Castro, nem nenhum dos outros cubanos estiveram envolvidos nos assassinatos.

## Casamento e Marxismo: 1948-1950
De regresso a Cuba, Castro tornou-se uma figura proeminente nos protestos contra as tentativas do governo de aumentar as tarifas dos autocarros, um meio de transporte utilizado principalmente por estudantes e trabalhadores. Nesse ano, Castro casou com Mirta Díaz-Balart, uma estudante de uma família rica, através da qual foi exposto ao estilo de vida da elite cubana. A relação foi um encontro amoroso, desaprovado por ambas as famílias. O pai de Mirta deu-lhes dezenas de milhares de dólares para passarem numa lua de mel de três meses em Nova Iorque, e o casal também recebeu um presente de casamento de mil dólares do general militar e ex-presidente Fulgencio Batista, um amigo da família de Mirta. Nesse mesmo ano, Grau decidiu não se candidatar à reeleição, a qual foi ganha pelo novo candidato do seu Partido Auténtico, Carlos Prío Socarrás. Prío enfrentou protestos generalizados quando membros do MSR, agora aliado à força policial, assassinaram Justo Fuentes, um cubano negro autodidata que era membro proeminente da UIR e amigo de Castro. Em resposta, Prío concordou em reprimir os gangues, mas considerou-os demasiado poderosos para as controlar.

"O marxismo ensinou-me o que era a sociedade. Eu era como um homem de olhos vendados numa floresta, que nem sabe onde fica o norte ou o sul. Se não se chega a compreender verdadeiramente a história da luta de classes, ou pelo menos a ter uma ideia clara de que a sociedade está dividida entre ricos e pobres e que algumas pessoas subjugam e exploram outras pessoas, está-se perdido numa floresta, sem saber nada".

— Fidel Castro sobre a descoberta do Marxismo, 2009
Castro tinha-se deslocado mais à esquerda em seus posicionamentos políticos, influenciado pelos escritos de comunistas marxistas como Karl Marx, Friedrich Engels e Vladimir Lenin. Ele veio interpretar os problemas de Cuba como parte integrante da sociedade capitalista, ou a "ditadura da burguesia", em vez das falhas dos políticos corruptos. Adotando a ideia marxista de que uma mudança política significativa só poderia ser provocada por uma revolução proletária, Castro visitou os bairros mais pobres de Havana, testemunhando as desigualdades sociais e raciais da nação, e tornou-se ativo no Comité Universitário para a Luta contra a Discriminação Racial.
Em setembro de 1949, Mirta deu à luz um filho, Fidelito, pelo que o casal se mudou para um apartamento maior em Havana. Castro continuou a colocar-se em risco, mantendo-se ativo na política da cidade e aderindo ao Movimento 30 de Setembro, que continha no seu seio tanto comunistas como membros do Partido Ortodoxo. O objetivo do grupo era opor-se à influência dos gangues violentos na universidade; apesar das suas promessas, Prío não conseguira controlar a situação, oferecendo em vez disso muitos dos seus membros mais antigos empregos nos ministérios do governo. Castro ofereceu-se para proferir um discurso para o Movimento a 13 de novembro, expondo os negócios secretos do governo com os gangues e identificando membros-chave. Atraindo a atenção da imprensa nacional, o discurso enfureceu os gangues, e Castro fugiu para se esconder, primeiro no campo e depois nos EUA, regressando a Havana várias semanas mais tarde, Castro ficou calmo e concentrou-se nos seus estudos universitários, graduando-se como Doutor em Direito em setembro de 1950.

## Carreira em Direito e na política: 1950–1952
Castro fundou uma parceria legal com dois colegas de esquerda, Jorge Azpiazu e Rafael Resende, concentrando-se em ajudar os cubanos pobres a reivindicarem os seus direitos. Foi um fracasso financeiro, o seu principal cliente era um comerciante de madeira que lhes pagava em madeira para mobilarem o seu escritório. Importando-se e cuidando pouco de dinheiro ou de bens materiais, Castro não conseguiu pagar as suas contas; os seus móveis foram expropriados e a eletricidade cortada, angustiando a sua mulher. Participou num protesto de liceu em Cienfuegos, em novembro de 1950, travando uma batalha de quatro horas com a polícia em protesto contra a proibição do Ministério da Educação da fundação de associações estudantis. Preso e acusado de conduta violenta, o magistrado retirou as acusações. Tornou-se também membro ativo do Comité de Paz Cubano, fazendo campanha contra o envolvimento ocidental na Guerra da Coreia. As suas esperanças para Cuba continuavam centradas em Eduardo Chibás e no Partido Ortodoxo; contudo, Chibás cometera um erro quando acusou o Ministro da Educação Aureliano Sánchez de comprar um rancho guatemalteco com fundos desviados, mas não foi capaz de fundamentar as suas alegações. O governo acusou Chibás de ser um mentiroso, e em 1951 ele próprio suicidou-se com uma arma durante uma emissão de rádio, emitindo uma "última chamada de alerta" para o povo cubano. Castro esteve presente e acompanhou-o ao hospital onde ele morreu.

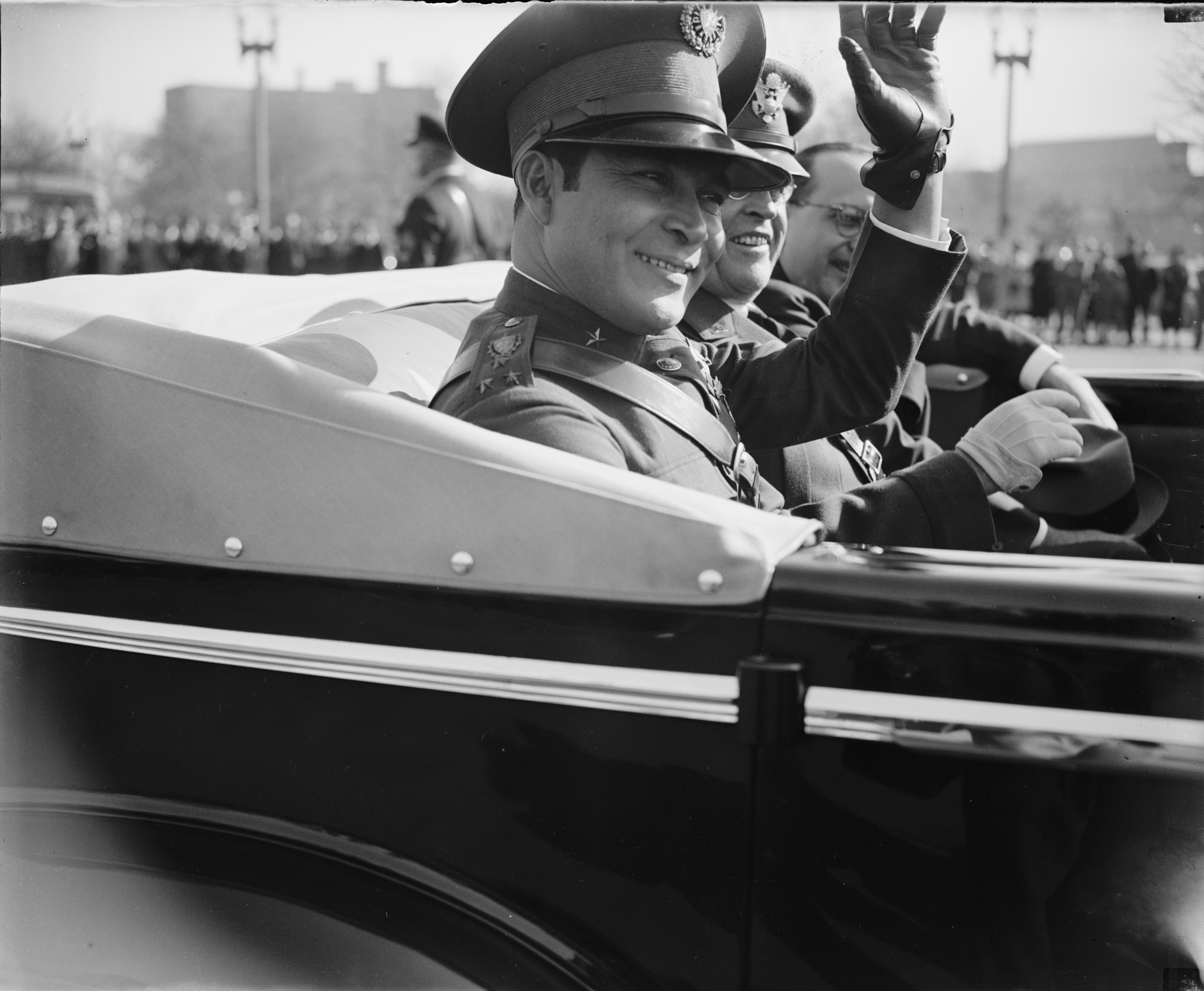
Castro pretendia derrubar a presidência do General Fulgencio Batista (à esquerda, com o Chefe do Estado-Maior do Exército dos E.U.A. Malin Craig).

Vendo-se como herdeiro de Chibás, Castro quis concorrer ao Congresso nas eleições de Junho de 1952. Os membros seniores do Ortodoxo temiam a sua reputação radical e recusaram-se a nomeá-lo; em vez disso, foi nomeado como candidato à Câmara dos Representantes por membros do partido nos distritos mais pobres de Havana, e começou a fazer campanha. O Ortodoxo ganhou um nível de apoio considerável e previa-se que se saísse bem nas eleições.

Durante a sua campanha, Castro encontrou-se com o General Fulgencio Batista, o ex-presidente que regressara à política com o Partido da Ação Unitária; embora ambos se tenham oposto à administração do Prío, a sua reunião nunca passou de "generalidades educadas". Em março de 1952, Batista tomou o poder num golpe militar, com Prío a fugir para o México. Declarando-se presidente, Batista cancelou as eleições presidenciais planeadas, descrevendo o seu novo sistema como "democracia disciplinada"; Castro, como muitos outros, considerou-o uma ditadura de um só homem. Batista moveu-se para a direita, solidificando laços tanto com a elite rica como com os Estados Unidos, cortando relações diplomáticas com a União Soviética, suprimindo sindicatos, e perseguindo grupos socialistas cubanos. Com a intenção de se opor à administração de Batista, Castro intentou vários processos legais contra eles, argumentando que Batista cometera atos criminosos suficientes para justificar a prisão e acusando vários ministros de violar as leis laborais. Os seus processos judiciais não deram em nada, e Castro começou a pensar em formas alternativas de destituir o novo governo.

### Citações
1. ↑  Quirk 1993, p. 14; Coltman 2003, p. 8.
2. ↑  Bourne 1986, pp. 14–15; Quirk 1993, pp. 7–8; Coltman 2003, pp. 1–2; Castro and Ramonet 2009, pp. 24–29.
3. ↑  Bourne 1986, pp. 14–15; Quirk 1993, p. 4; Coltman 2003, p. 3; Castro and Ramonet 2009, pp. 24–29.
4. ↑  Bourne 1986, pp. 16–17; Coltman 2003, p. 3; Castro and Ramonet 2009, pp. 31–32.
5. ↑  Bourne 1986, p. 14; Coltman 2003, p. 3; Castro and Ramonet 2009, pp. 23–24.
6. ↑  Bourne 1986, p. 16; Quirk 1993, pp. 3–4; Coltman 2003, pp. 4–5.
7. ↑  Castro and Ramonet 2009, pp. 42–43.
8. ↑  Quirk 1993, p. 6; Coltman 2003, pp. 5–6; Castro and Ramonet 2009, pp. 45–48, 52–57.
9. ↑  Bourne 1986, pp. 29–30; Coltman 2003, pp. 5–6; Castro and Ramonet 2009, pp. 59–60.
10. ↑  Bourne 1986, pp. 14–15; Quirk 1993, p. 14; Coltman 2003, pp. 8–9.
11. ↑  Quirk 1993, pp. 12–13, 16–19; Coltman 2003, p. 9; Castro and Ramonet 2009, p. 68.
12. ↑  Bourne 1986, p. 13; Quirk 1993, p. 19; Coltman 2003, p. 16; Castro and Ramonet 2009, pp. 91–92.
13. ↑  Bourne 1986, pp. 9–10; Quirk 1993, pp. 20, 22; Coltman 2003, pp. 16–17; Castro and Ramonet 2009, pp. 91–93.
14. ↑  Bourne 1986, pp. 34–35; Quirk 1993, p. 23; Coltman 2003, p. 18.
15. ↑  Coltman 2003, p. 20.
16. ↑  Bourne 1986, pp. 32–33; Coltman 2003, pp. 18–19.
17. ↑  Bourne 1986, pp. 34–37,63; Coltman 2003, pp. 21–24.
18. ↑  Bourne 1986, pp. 39–40; Quirk 1993, pp. 28–29; Coltman 2003, pp. 23–27; Castro and Ramonet 2009, pp. 83–85.
19. ↑  Coltman 2003, pp. 27–28; Castro and Ramonet 2009, pp. 95–97.
20. ↑  Bourne 1986, pp. 35–36, 54; Quirk 1993, pp. 25, 27; Coltman 2003, pp. 23–24,37–38, 46; Von Tunzelmann 2011, p. 39.
21. ↑  Castro and Ramonet 2009, p. 98.
22. ↑  Coltman 2003, p. 30; Von Tunzelmann 2011, pp. 30–33.
23. ↑  Bourne 1986, pp. 40–41; Quirk 1993, p. 23; Coltman 2003, p. 31.
24. ↑  Bourne 1986, pp. 41–42; Quirk 1993, p. 24; Coltman 2003, pp. 32–34.
25. ↑  Bourne 1986, p. 42; Coltman 2003, pp. 34–35.
26. 1 2  Coltman 2003, pp. 36–37.
27. ↑  Bourne 1986, pp. 46–52; Quirk 1993, pp. 25–26; Coltman 2003, pp. 40–45; Castro and Ramonet 2009, pp. 98–99.
28. ↑  Bourne 1986, pp. 54, 56; Coltman 2003, pp. 46–49.
29. ↑  Bourne 1986, p. 55; Quirk 1993, p. 27; Coltman 2003, pp. 47–48; Von Tunzelmann 2011, p. 41.
30. ↑  Bourne 1986, pp. 54–55; Coltman 2003, p. 46.
31. ↑  Coltman 2003, p. 49.
32. ↑  Castro and Ramonet 2009, p. 100.
33. ↑  Bourne 1986, p. 57; Coltman 2003, p. 50.
34. ↑  Quirk 1993, p. 29; Coltman 2003, p. 50.
35. ↑  Bourne 1986, p. 39; Coltman 2003, p. 51.
36. ↑  Coltman 2003, p. 51.
37. ↑  Bourne 1986, p. 57; Coltman 2003, p. 51; Castro and Ramonet 2009, p. 89.
38. ↑  Bourne 1986, pp. 57–58; Quirk 1993, p. 318; Coltman 2003, pp. 51–52.
39. ↑  Quirk 1993, p. 31; Coltman 2003, pp. 52–53.
40. ↑  Coltman 2003, p. 53.
41. ↑  Coltman 2003, p. 53.
42. ↑  Bourne 1986, pp. 58–59; Coltman 2003, pp. 46, 53–55; Castro and Ramonet 2009, pp. 85–87; Von Tunzelmann 2011, p. 44.
43. ↑  Bourne 1986, pp. 56–57, 62–63; Quirk 1993, p. 36; Coltman 2003, pp. 55–56.
44. ↑  Quirk 1993, pp. 33–34; Coltman 2003, p. 57.
45. ↑  Quirk 1993, p. 29; Coltman 2003, pp. 55–56.
46. ↑  Bourne 1986, pp. 64–65; Quirk 1993, pp. 37–39; Coltman 2003, pp. 57–62; Von Tunzelmann 2011, p. 44.
47. ↑  Coltman 2003, p. 64; Von Tunzelmann 2011, p. 44.
48. ↑  Quirk 1993, pp. 41, 45; Coltman 2003, p. 63.